# آفتاب‌ماهیان
آفتاب‌ماهیان (نام علمی: Zenionidae) نام یک تیره از راسته دوری‌ماهی‌سانان است.